# Hoboken (Nova Jersey)
Hoboken (unami: Hupokàn) és una ciutat de Nova Jersey, al comtat de Hudson, als Estats Units, que està situada a la riba oest del riu Hudson, just enfront de Manhattan. En el cens de 2010, la ciutat tenia una població total de 50.005 habitants.

## Etimologia
El nom Hoboken va ser escollit pel coronel John Stevens quan va comprar un terreny, en una part dels quals encara hi ha la ciutat. Els lenape, anomenada més tard tribu índia de nadius americans de Delaware, es van referir a la zona com la "terra de la pipa del tabac". Hoebuck, vell holandès per alt bluff i que probablement es refereix a Castle Point, el districte de la ciutat més alt sobre el nivell del mar, es va utilitzar durant l'època colonial i més tard es va escriure com Hobuck, Hobock, Hobuk i Hoboocken.No obstant això, al segle xix, el nom va ser canviat per Hoboken, influenciat pels immigrants holandesos flamencs i havia sorgit una etimologia popular que enllaçava la ciutat de Hoboken amb el districte d'Anvers amb el mateix nom de Hoboken.

## Demografia
Segons la Oficina del Cens, el 2010 els ingressos mitjans per llar en la localitat eren de $62.550 i els ingressos mitjans per família eren $67.500. Els homes tenien uns ingressos mitjans de $54.870 enfront dels $46.826 per a les dones. La renda per capita per a la localitat era de $43.195. Al voltant del 10,0% de la població estava per sota del llindar de pobresa.

## Història
El 30 de juny de 1900, un incendi en els molls va ocasionar més de 326 morts.
El 12 de desembre de 1915 hi va néixer Frank Sinatra, famós cantant nord-americà.

## Educació
Les Escoles Públiques de Hoboken gestiona escoles públiques.